# Confederació de Comerç de Catalunya
La Confederació de Comerç de Catalunya (CCC) fou una entitat empresarial i sectorial, que es va constituir l'any 1985, per defensar, representar i fomentar els interessos generals dels sectors del comerç, dels serveis i del turisme de Catalunya.
L'organització que aplegà prop de 400 gremis i associacions de comerç, que alhora representaven 90.000 comerciants i botiguers de tot Catalunya, promovia iniciatives adreçades als comerciants catalans per afavorir-ne la competitivitat.
Al llarg d'aquests 30 anys la CCC ha promogut multitud d'iniciatives adreçades als comerciants, de tal manera que aquests poguessin tenir eines més potents per competir.
Els serveis que ofereix la CCC són, entre d'altres:
- Cursos de formació per a empresaris i treballadors del sector de serveis i turisme
- Informació sobre normativa comercial, salut pública, llicències, etiquetatge, subvencions, etc
- Servei lingüístic: correcció i traducció de textos a diferents idiomes, atenció de consultes lingüístiques i sobre legislació lingüística, etc
- Assessorament jurídic, laboral i fiscal, com per exemple sobre convenis.

## Dissolució
L'estiu de 2016 es va descobrir un important deute de diversos milions d'euros, que es va imputar a la gestió de Miquel Àngel Fraile, secretari general de l'entitat durant gairebé 30 anys. En sessió de 5 de setembre, l'assemblea general va acordar la dissolució de l'entitat en no poder fer front al deute. Actualment esta en proces judicial com a imputat, ell, la seva dona, Rosa Maria Serrano, la seva filla i el seu gendre per malversació de fons públics de la Generalitat.